# Wimbledon 1960
De 74e editie van het Britse grandslamtoernooi, Wimbledon 1960, werd gehouden van maandag 20 juni tot en met zaterdag 2 juli 1960. Voor de vrouwen was het de 67e editie van het graskampioenschap. Het toernooi werd gespeeld bij de All England Lawn Tennis and Croquet Club in de wijk Wimbledon van de Britse hoofdstad Londen. De titels in het enkelspel werden gewonnen door Neale Fraser en Maria Bueno.
Op de enige zondag tijdens het toernooi (Middle Sunday) werd traditioneel niet gespeeld.
Het toernooi van 1960 trok 276.881 toeschouwers.

## Belangrijkste uitslagen
Mannenenkelspel

Finale: Neale Fraser (Australië) won van Rod Laver (Australië) met 6-4, 3-6, 9-7, 7-5 
Vrouwenenkelspel

Finale: Maria Bueno (Brazilië) won van Sandra Reynolds (Zuid-Afrika) met 8-6, 6-0 
Mannendubbelspel

Finale: Rafael Osuna (Mexico) en Dennis Ralston (VS) wonnen van Mike Davies (VK) en Robert Wilson (VK) met 7-5, 6-3, 10-8 
Vrouwendubbelspel

Finale: Maria Bueno (Brazilië) en Darlene Hard (VS) wonnen van Sandra Reynolds (Zuid-Afrika) en Renée Schuurman (Zuid-Afrika) met 6-4, 6-0 
Gemengd dubbelspel

Finale: Darlene Hard (VS) en Rod Laver (Australië) wonnen van Maria Bueno (Brazilië) en Robert Howe (Australië) met 13-11, 3-6, 8-6 
Meisjesenkelspel

Finale: Karen Hantze (VS) won van Lynette Hutchings (Zuid-Afrika) met 6-4, 6-4 
Jongensenkelspel

Finale: Rodney Mandelstam (Zuid-Afrika) won van Jaidip Mukherjea (India) met 1-6, 8-6, 6-4 
Dubbelspel bij de junioren werd voor het eerst in 1982 gespeeld.

## Toeschouwersaantallen
|           |        | Eerste week |         | Tweede week |
| --------- | ------ | ----------- | ------- | ----------- |
| Maandag   |        | 21.318      |         | 25.827      |
| Dinsdag   | 21.955 | 25.543      |         |             |
| Woensdag  | 28.643 | 26.110      |         |             |
| Donderdag | 22.023 | 21.044      |         |             |
| Vrijdag   | 22.546 | 18.212      |         |             |
| Zaterdag  | 26.629 | 17.031      |         |             |
| Zondag    | –      | –           |         |             |
| Totaal    |        | 276.881     | 276.881 | 276.881     |

1877 · 1878 · 1879 · 1880 · 1881 · 1882 · 1883 · 1884 · 1885 · 1886 · 1887 · 1888 · 1889 · 1890 · 1891 · 1892 · 1893 · 1894 · 1895 · 1896 · 1897 · 1898 · 1899 · 1900 · 1901 · 1902 · 1903 · 1904 · 1905 · 1906 · 1907 · 1908 · 1909 · 1910 · 1911 · 1912 · 1913 · 1914 · 1915–1918 · 1919 · 1920 · 1921 · 1922 · 1923 · 1924 · 1925 · 1926 · 1927 · 1928 · 1929 · 1930 · 1931 · 1932 · 1933 · 1934 · 1935 · 1936 · 1937 · 1938 · 1939 · 1940–1945 · 1946 · 1947 · 1948 · 1949 · 1950 · 1951 · 1952 · 1953 · 1954 · 1955 · 1956 · 1957 · 1958 · 1959 · 1960 · 1961 · 1962 · 1963 · 1964 · 1965 · 1966 · 1967
↓ open tijdperk ↓
1968 (m-v-md-vd-gd) · 1969 (m-v-md-vd-gd) · 1970 (m-v-md-vd-gd) · 1971 (m-v-md-vd-gd) · 1972 (m-v-md-vd-gd) · 1973 (m-v-md-vd-gd) · 1974 (m-v-md-vd-gd) · 1975 (m-v-md-vd-gd) · 1976 (m-v-md-vd-gd) · 1977 (m-v-md-vd-gd) · 1978 (m-v-md-vd-gd) · 1979 (m-v-md-vd-gd) · 1980 (m-v-md-vd-gd) · 1981 (m-v-md-vd-gd) · 1982 (m-v-md-vd-gd) · 1983 (m-v-md-vd-gd) · 1984 (m-v-md-vd-gd) · 1985 (m-v-md-vd-gd) · 1986 (m-v-md-vd-gd) · 1987 (m-v-md-vd-gd) · 1988 (m-v-md-vd-gd) · 1989 (m-v-md-vd-gd) · 1990 (m-v-md-vd-gd) · 1991 (m-v-md-vd-gd) · 1992 (m-v-md-vd-gd) · 1993 (m-v-md-vd-gd) · 1994 (m-v-md-vd-gd) · 1995 (m-v-md-vd-gd) · 1996 (m-v-md-vd-gd) · 1997 (m-v-md-vd-gd) · 1998 (m-v-md-vd-gd) · 1999 (m-v-md-vd-gd) · 2000 (m-v-md-vd-gd) · 2001 (m-v-md-vd-gd) · 2002 (m-v-md-vd-gd) · 2003 (m-v-md-vd-gd) · 2004 (m-v-md-vd-gd) · 2005 (m-v-md-vd-gd) · 2006 (m-v-md-vd-gd) · 2007 (m-v-md-vd-gd) · 2008 (m-v-md-vd-gd) · 2009 (m-v-md-vd-gd) · 2010 (m-v-md-vd-gd) · 2011 (m-v-md-vd-gd) · 2012 (m-v-md-vd-gd) · 2013 (m-v-md-vd-gd) · 2014 (m-v-md-vd-gd) · 2015 (m-v-md-vd-gd) · 2016 (m-v-md-vd-gd) · 2017 (m-v-md-vd-gd) · 2018 (m-v-md-vd-gd) · 2019 (m-v-md-vd-gd) · 2020 · 2021 (m-v-md-vd-gd) · 2022 (m-v-md-vd-gd) · 2023 (m-v-md-vd-gd) · 2024 (m-v-md-vd-gd)
Lijst van Wimbledonwinnaars · Toernooien per editie